# Linella macrorhynchus
Linella macrorhynchus är en plattmaskart som beskrevs av Timoshkin OA 1986. Linella macrorhynchus ingår i släktet Linella och familjen Rhynchokarlingiidae. Inga underarter finns listade i Catalogue of Life.